# Brigitte Scheithauer
Brigitte Scheithauer (* 28. November 1963 in Bexbach) ist eine ehemalige deutsche Triathletin.

## Werdegang
Brigitte Scheithauer betreibt Triathlon seit 1989.
Bei der Deutschen Triathlon-Meisterschaft wurde sie 1991 und 1996 Dritte auf der Kurzdistanz und 1992 erreichte sie den vierten Rang auf der Mitteldistanz. Zwischen 1992 und 1995 konnte sie dreimal den Kalterer See Triathlon gewinnen.
Brigitte Scheithauer wurde 1995 in Nizza Mannschafts-Weltmeisterin auf der Triathlon-Langdistanz.
Brigitte Scheithauer war verheiratet mit dem Triathleten Peter Celba, der 2010 bei einem Lawinenabgang verunglückte.

## Sportliche Erfolge
| Datum/Jahr    | Rang | Wettbewerb                                       | Austragungsort | Zeit     | Bemerkung                                                                                              |
| ------------- | ---- | ------------------------------------------------ | -------------- | -------- | --- |
| 1. Aug. 1998  | 3    | Alpen-Triathlon                                  | Schliersee     |          | |
| 4. Juli 1998  | 24   | ETU Triathlon European Championships             | Velden         | 02:10:07 | Triathlon-Europameisterschaft auf der Kurzdistanz (1,5 km Schwimmen, 40 km Radfahren und 10 km Laufen) |
| 1997          | 14   | ETU Triathlon European Championships             | Vuokatti       | 02:20:19 | Triathlon-Europameisterschaft                                                                          |
| 24. Aug. 1996 | 25   | ITU Triathlon World Championships                | Cleveland      | 01:57:17 | Weltmeisterschaft auf der Kurzdistanz                                                                  |
| 7. Juli 1996  | 14   | ETU Triathlon European Championships             | Szombathely    | 02:05:10 | Europameisterschaft über die Kurzdistanz                                                               |
| 1996          | 2    | Kitzbühel-Triathlon                              | Kitzbühel      |          | Zweite hinter der Österreicherin Jasmine Keller-Hämmerle                                               |
| 1996          | 3    | DTU Deutsche Meisterschaft Triathlon Kurzdistanz | Losheim        | 02:18:08 | |
| 1995          | 1    | Kalterer See Triathlon                           | Kalterer See   |          | |
| 22. Aug. 1993 | 15   | ITU Triathlon World Championships                | Manchester     | 02:11:38 | |
| 4. Juli 1993  | 14   | ETU Triathlon European Championships             | Echternach     | 02:15:28 | Europameisterschaft auf der olympischen Distanz                                                        |
| 1993          | 1    | Kalterer See Triathlon                           | Kalterer See   |          | |
| 15. Juli 1992 | 14   | ETU Triathlon European Championships             | Lommel         | 02:09:09 | Europameisterschaft auf der Kurzdistanz (1,5 km Schwimmen, 40 km Radfahren und 10 km Laufen)           |
| 1992          | 1    | Kalterer See Triathlon                           | Kalterer See   |          | |
| 8. Sep. 1991  | 15   | ETU Triathlon European Championships             | Genf           | 02:13:29 | Europameisterschaft auf der Kurzdistanz                                                                |
| 1991          | 3    | DTU Deutsche Meisterschaft Triathlon Kurzdistanz | Arolsen        | 02:21:06 | |
| 1990          | 1    | Alpen-Triathlon                                  | Schliersee     | 02:24:29 | |
| 1990          | 1    | Kitzbühel-Triathlon                              | Kitzbühel      |          | [ 4 ]                                                                                                  |

| Datum/Jahr   | Rang | Wettbewerb                                          | Austragungsort | Zeit     | Bemerkung |
| ------------ | ---- | --------------------------------------------------- | -------------- | -------- | --- |
| 3. Sep. 1996 | 7    | ITU Long Distance Triathlon World Championships     | Muncie         | 04:23:39 | Weltmeisterschaft auf der Langdistanz                                                                                          |
| 1. Okt. 1995 | 7    | ITU Long Distance Triathlon World Championships     | Nizza          | 06:39:58 | Weltmeisterschaft auf der Langdistanz beim Triathlon International de Nice (4 km Schwimmen, 120 km Radfahren und 32 km Laufen) |
| 1. Okt. 1995 | 1    | ITU Long Distance Triathlon World Championship Team | Nizza          |          | Mannschafts-Weltmeisterin zusammen mit Ute Schäfer (2.) und Ines Estedt (3.)                                                   |